# Макета тока Дунава
Макета тока Дунава је јединствена и највећа макета тока Дунава на свету и налази се у Ковину, на локалитету Град. Пре почетка изградње пројекта ХЕ Ђердап, 1964. године, неопходно је било научно, стручно, архитектонски и грађевински приказати како ће изградња хидроелектране „Ђердап“ утицати на ток Дунава и његово приобаље, нарочито од бране узводно до ушћа Тисе у Дунав.
Макета је изливена од бетона, дуга је 146m са верним приказом речног корита друге по величини европске реке, где су приказана дубина, ширина, меандрирање, рукавци, аде, притоке. 
Током 2018. године локална самоуправа је донела одлуку о реконструкцији макете и пратећег мобилијара. Након вишемесечне реконструкције, где је санирано речно корито, поправљене су пумпе за воду, уређене стазе дуж макете, цео ток је обележен расветом свих тачака тока које представљају градове кроз које пролази Дунав у нашој земљи од Кладова до Сланкамена, са свим притокама.